# ويليام إيفانز
ويليام إيفانز (بالإنجليزية: William Evans) (29 يناير 1883 - 7 أغسطس 1913) هو لاعب كريكت بريطاني (وحمل سابقاً جنسية المملكة المتحدة لبريطانيا العظمى وأيرلندا). شارك مع منتخب إنجلترا للكريكت. أما مع النوادي، فقد لعب مع نادي مقاطعة ورسسترشاير للكريكيت ‏ ونادي الكريكت في جامعة أكسفورد ‏.

## وصلات خارجية
- ويليام إيفانز على موقع إي آس بي آن كريك إنفو (الإنجليزية)